# Samar
Samar ou, em português, Sámar é um província de  primeira classe de renda da província (d) na região Visayas Orientais (Região VIII), nas Filipinas. De acordo com o censo de 1 de maio  de  2020 possui uma população de 793 183 pessoas e 162 886 domicílios.
A sua capital é Catbalogan.

## Subdivisões
Municípios
- Almagro
- Basey
- Calbiga
- Daram
- Gandara
- Hinabangan
- Jiabong
- Marabut
- Matuguinao
- Motiong
- Pagsanghan
- Paranas
- Pinabacdao
- San Jorge
- San Jose de Buan
- San Sebastian
- Santa Margarita
- Santa Rita
- Santo Niño
- Tagapul-an
- Talalora
- Tarangnan
- Villareal
- Zumarraga

Cidades
- Calbayog
- Catbalogan